# 陶の谷駅
陶の谷駅（すえのたにえき）は、かつて福井県丹生郡宮崎村蝉口（現・越前町）にあった福井鉄道鯖浦線の駅（廃駅）である。

## 歴史
- 1928年（昭和3年）11月8日：鯖浦電気鉄道の駅として開業。当時は陶ノ谷駅と表記（表記変更の時期は不明）。
- 1945年（昭和20年）8月1日：会社合併により、福井鉄道鯖浦線の駅となる。
- 1972年（昭和47年）10月12日：西田中 - 織田間廃止に伴い廃駅となる。

## 駅構造
相対式ホーム2面2線を有する地上駅であった。

## 駅跡
町の指定史跡となっており、プラットホームはそのまま残されて線路も敷かれ、往年の構内の雰囲気が再現されている。

## 隣の駅
福井鉄道
鯖浦線
佐々生駅 - 陶の谷駅 - 樫津駅